# Castelo de Raglan

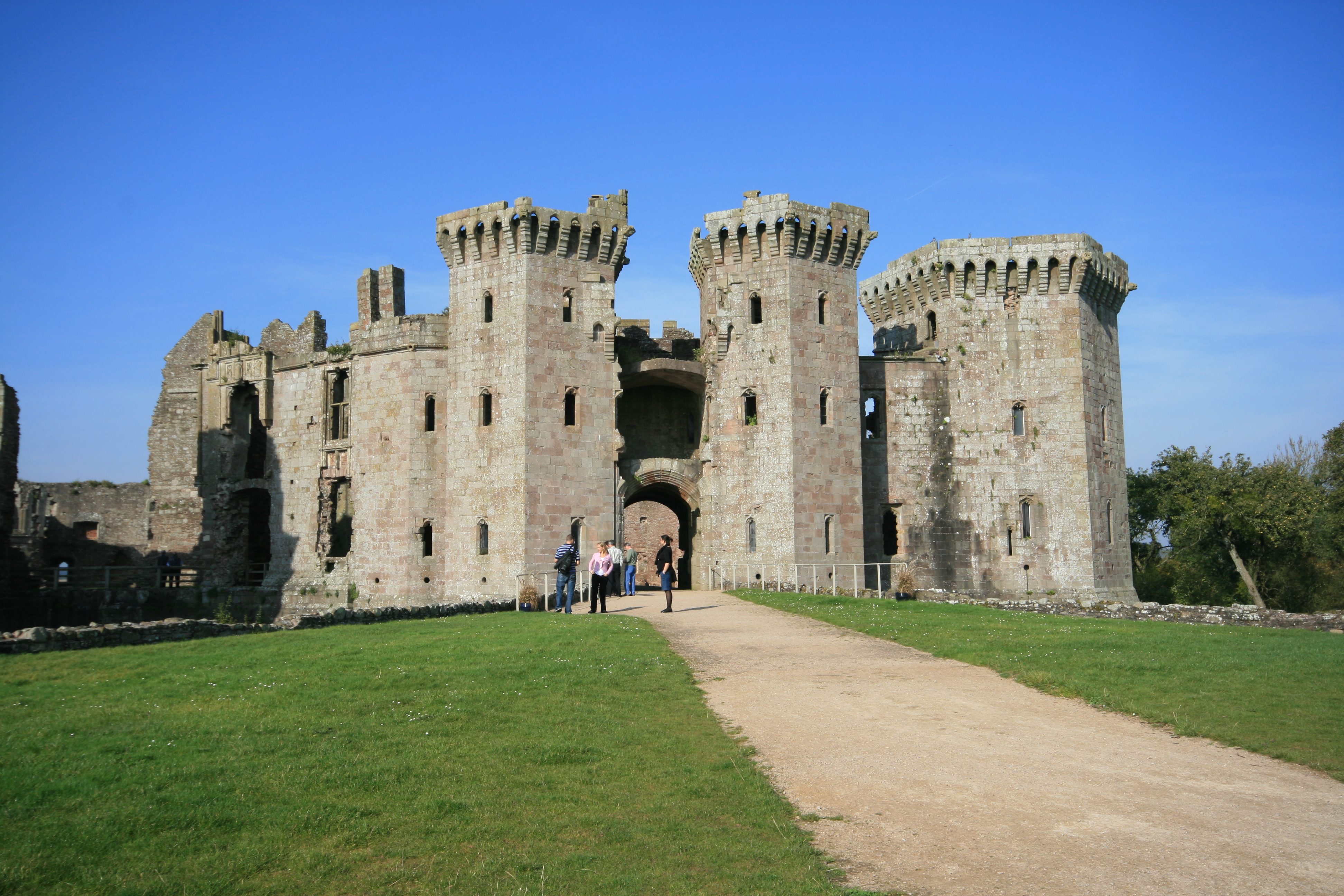
Vista geral do castelo de Raglan.

O castelo de Raglan (Galês: Castell Rhaglan) é um castelo medieval localizado ao norte da vila de Raglan, no município de Monmouthshire, no sudeste do País de Gales.